# Mikhaïl Chtcherbakov
Mikhaïl Chtcherbakov (en russe : Михаил Щербаков) est un joueur russe de volley-ball né le 21 janvier 1985 à Taganrog (oblast de Rostov, alors en URSS). Il mesure 1,97 m et joue central.

## Clubs
| Club                 | De        | À         |
| -------------------- | --------- | --------- |
| Dinamo Krasnodar     | 2004-2005 | 2007-2008 |
| VK Kouzbass Kemerovo | 2008-2009 | ...       |

## Palmarès
- Coupe de Russie
  - Finaliste : 2011